# بوژورووو (استان شومن)
بوژورووو (به بلغاری: Bozhurovo) یک منطقهٔ مسکونی در بلغارستان است که در استان شومن واقع شده‌است.
 بوژورووو ۹٫۹۸۹ کیلومتر مربع مساحت و ۲۵۹ نفر جمعیت دارد.